# 사사구리정
사사구리정(일본어: 篠栗町 사사구리마치[*])은 일본 후쿠오카현 가스야군에 있는 정이다. 후쿠오카 도시권의 일부이다.

## 지리
후쿠오카 시내에서 동쪽으로 12km 떨어진 곳에 위치한다. 정역의 중앙에서 약간 서쪽에 사사구리역이 있고 역 주변부가 중심 시가지가 되고 있다. 중심부와 그 서쪽 지역은 후쿠오카 평야의 동단부에 해당해 비교적 평탄하고 후쿠오카시의 베드타운으로 주택 개발이 진행되고 있다. 중심부에서 동쪽은 후쿠오카 도시권과 지쿠호 사이에 있는 산지이다.
다다라강이 정역을 동서로 흐르고 있다.

### 인접한 자치체
- 가스야군 가스야정·히사야마정·스에정
- 미야와카시
- 이즈카시

## 역사
- 1889년 4월 1일 - 정촌제 시행으로 사사구리촌과 세토촌이 성립하였다.
- 1927년 1월 1일 - 사사구리촌이 정으로 승격해 사사구리정이 되었다.
- 1955년 4월 1일 - 사사구리정과 세토촌이 대등 합병해 새로운 사사구리정이 성립하였다.

## 산업
일찍의 정 북서부에 탄광이 있었지만 1960년대의 에너지 혁명으로 폐광해 공업단지(히가시 철공 단지)로 재생을 도모하고 있다. 현재는 농업과 관광업이 중심이다.

## 교통

### 철도
- 규슈 여객철도 사사구리선

### 도로
- 국도 201호선